# ウルナ・フレクション
ウルナ・フレクション（ulnar flexion）は、ウエイトトレーニングの種目の一つ。尺側手根屈筋と尺側手根伸筋の筋肥大を促し、筋力を高めることができる。関節可動域いっぱいに手首を動かすことのできる重量で行う。着脱式のダンベルの片側にプレートをセットして行うことができるが、専用のバーがあれば理想的である。

## 具体的動作

### ウルナ・フレクション
1. 腕を体側につけ、ダンベルの先端を後方に向けて持つ。ダンベルの先端をなるべく下げた状態にする。
2. 天井に向けるようにして手首の小指側を後方に上げていく。
3. しっかりと上げたら、ゆっくりとダンベルの先端を下ろして元の姿勢に戻る。
4. 2~3を繰り返す。